# ホン姉妹
ホン姉妹（ホン しまい、朝鮮語: ホン ジャメ、ハングル: 홍자매）は、ホン姓を持つ2人の姉妹による大韓民国の脚本家チーム。本稿においては以下の2チームについて述べる:
1. ホン・ジナ、ホン・ジャラム姉妹によるチーム。
2. ホン・ジョンウン、ホン・ミラン姉妹によるチーム。日本においてはこの二人を指すことが多い。

## ホン・ジナ、ホン・ジャラム姉妹
ホン・ジナ（ハングル: 홍진아）、ホン・ジャラム（홍자람）姉妹は1995年にKBSの青少年ドラマ新世代レポート 大人達は知らないでテレビドラマの脚本家としてデビュー。デビュー当初は教養番組やドキュメンタリーの放送作家としても活動した。以後、レディ・ゴー!、学校3、テルン選手村、オーバー・ザ・レインボー、ベートーベン・ウィルス等のテレビドラマ脚本を手掛けた。彼女たちの作品には現実を乗り越えて夢に向かって成長していこうとする人間の姿がよく主題として取り上げられている。
姉ホン・ジナは2005年にKBSの単発ドラマ枠KBSドラマシティの一作品「メモリ」（메모리）、およびMBCの連作ドラマ震える胸の第4話「風」（바람）で単独で執筆を担当。以後映画インフルエンス、MBCのテレビドラマキング 〜Two Hearts、KBSのテレビドラマ未来の選択を単独で執筆した。妹ホン・ジャラムは執筆の傍らソウル特別市内の私立大学秋渓芸術大学校映像シナリオ学科兼任教授として後進の指導にもあたる。
小説家のホン・ソンウォンは父親。ベートーベン・ウィルス放送時は姉妹が病床にあった父親の看病をしながら執筆していたことを同作品の演出家がインタビューで公表した。

### 作品

#### 姉妹による作品
| 年   | タイトル                        | 原題                          | 備考                      |
| ---- | ------------------------------- | ----------------------------- | ------------------------- |
| 1995 | 新世代レポート 大人達は知らない | 신세대 보고서 어른들은 몰라요 | KBS放送                   |
| 1997 | レディ・ゴー!                   | 레디 고!                      | MBC放送                   |
| 1999 | インビテーション 私への招待状   | 초대                          | KBS放送                   |
| 2000 | 学校3                           | 학교 3                        | KBS放送                   |
| 2003 | 成長ドラマ 四捨五入#1           | 성장드라마 반올림#1           | KBS放送（-2005）          |
| 2005 | テルン選手村                    | 태릉선수촌                    | MBC放送 MBCベスト劇場作品 |
| 2006 | オーバー・ザ・レインボー        | 오버 더 레인보우              | MBC放送                   |
| 2008 | ベートーベン・ウィルス          | 베토벤 바이러스               | MBC放送                   |

#### ホン・ジナによる作品

##### 映画
| 年   | タイトル       | 原題       | 備考 |
| ---- | -------------- | ---------- | ---- |
| 2010 | インフルエンス | 인플루언스 |      |

##### テレビドラマ
| 年   | タイトル                   | 原題        | 備考                        |
| ---- | -------------------------- | ----------- | --------------------------- |
| 2005 | メモリ                     | 메모리      | KBS放送 KBSドラマシティ作品 |
| 2005 | 震える胸                   | 떨리는 가슴 | MBC放送 第4話「風」担当     |
| 2012 | キング 〜Two Hearts        | 더킹 투하츠 | MBC放送                     |
| 2013 | 未来の選択                 | 미래의 선택 | KBS放送                     |
| 2016 | カフェ・アントワーヌの秘密 | 마담 앙트완 | JTBC放送                    |

## ホン・ジョンウン、ホン・ミラン姉妹
ホン・ジョンウン（ハングル: 홍정은）、ホン・ミラン（홍미란）姉妹は4女1男の長女および三女として誕生。姉妹の父親は公務員または教員になる事を願っており、それに従い姉ジョンウンは公務員試験、妹ミランは教員採用試験のための勉強をしていたという。しかし試験に合格する事ができず、姉妹共にテレビ局の構成作家となった。姉ジョンウンはMBCの放送作家公開採用に合格後、同局の私たちの日曜の夜やSBSのウッチャッサなどバラエティ番組の台本を執筆。妹ミランはKBSのシットコム走れうちのママにて構成作家を務めた。
「いつの日かテレビドラマの脚本を手掛けたい」と思いつつ構成作家として働く二人に好機が訪れた。KBSで企画されていたテレビドラマがキャンセルとなり、代替の企画が求められる事態となった。この話を噂として耳にしたふたりは3日後にある作品のシノプシスを仕上げる。このシノプシスが後に快傑春香となった。快傑春香は「予想外」のヒット作となった。
彼女たちの作品は、古典小説や韓国ドラマにおいて常識視されてきた古い慣習を壊した設定・プロットに、コメディの要素を加えたラブストーリーが中心である。脚本執筆時は姉妹二人で数か月間に渡り地方に滞在して作業をするというスタイルを取っている。姉ジョンウンは2001年に結婚しているが、執筆中は夫とも別居、半年間は顔も合わせない事もあるという。

### 作品
| 年   | タイトル                               | 原題                 | 備考    |
| ---- | -------------------------------------- | -------------------- | ------- |
| 2005 | 快傑春香                               | 쾌걸 춘향            | KBS放送 |
| 2005 | マイガール                             | 마이걸               | SBS放送 |
| 2006 | ファンタスティック・カップル           | 환상의 커플          | MBC放送 |
| 2008 | 快刀ホン・ギルドン                     | 쾌도 홍길동          | KBS放送 |
| 2009 | 美男ですね                             | 미남이시네요         | SBS放送 |
| 2010 | 僕の彼女は九尾狐                       | 내 여자친구는 구미호 | SBS放送 |
| 2011 | 最高の愛〜恋はドゥグンドゥグン〜       | 최고의 사랑          | MBC放送 |
| 2012 | ビッグ 〜愛は奇跡〜                    | 빅                   | KBS放送 |
| 2013 | 主君の太陽                             | 주군의 태양          | SBS放送 |
| 2015 | 幸せのレシピ～愛言葉はメンドロントット | 맨도롱 또똣          | MBC放送 |
| 2017 | 花遊記                                 | 화유기               | tvN放送 |
| 2019 | ホテルデルーナ                         | 호텔 델루나          | tvN放送 |
| 2022 | 還魂                                   | 환혼                 | tvN放送 |